# ديميتريوس أندرادي
ديميتريوس أندرادي (بالإنجليزية: Demetrius Andrade) (ولد: 26 فبراير 1988 في رود آيلاند، الولايات المتحدة - )؛ هو ملاكم محترف أمريكي يصنف ضمن فئة وزن خفيف المتوسط بدأ مسيرته الاحترافية سنة 2008 حيث انتصر في نزاله الأول. حقق بطولة منظمة الملاكمة العالمية. شارك في دورة الألعاب الأولمبية الصيفية سنة 2008. حقق الميدالية الفضية في دورة الألعاب الأمريكية 2007.

## إحصائيات
خاض خلال مسيرته 27 نزالا، فاز في 27 ولم يخسر. فاز بالضربة القاضية في 17 نزالا.

## الميداليات
| الميدالية | المسابقة                    |
| --------- | --------------------------- |
| فضية      | دورة الألعاب الأمريكية 2007 |

## وصلات خارجية
- ديميتريوس أندرادي على موقع بوكس ريك (الإنجليزية) (registration required)
- ديميتريوس أندرادي على موقع Tapology.com (الإنجليزية)
- ديميتريوس أندرادي على موقع أوليمبيديا (الإنجليزية)

- الموقع الرسمي